# 後藤寺バスセンター
後藤寺バスセンター（ごとうじバスセンター）は、福岡県田川市宮尾町3番地にあった西鉄バスのバスターミナル。西日本鉄道の子会社で路線バスなどを運行する西鉄バス筑豊が運営し、田川市の不動産会社、朝映観光が建物を所有している。かつては西鉄直営であった。

## 概要
田川市および田川郡内を結ぶ路線バス、田川市と飯塚市・福岡市・北九州市を結ぶ都市間路線バスのターミナルとなっていた。JR九州・平成筑豊鉄道田川後藤寺駅の西側約150mの国道322号沿いに立地している。
石炭産業が栄えていたころは多くの路線が発着していたが、その衰退による人口減少や、平成筑豊鉄道の駅増設によるサービス充実などによって利用客が大幅に減少し、それに伴って路線数も減少した。なお、2階部分には朝映株式会社によって1959年（昭和34年）9月15日から1988年（昭和63年）8月30日まで映画館「ターミナル会館」が営業していた。
西鉄バス筑豊田川支社（後藤寺営業所）は別の場所（バスセンターの西方約1km）にあるため、バスセンターに乗り入れる路線（特急・急行除く）の起終点は後藤寺営業所となる。また、田川後藤寺駅前の道路が狭いこともあり、後藤寺営業所行きとなる便はバスセンターには乗り入れず、少し離れた場所にある後藤寺停留所で乗降扱いをする。この点が、起終点扱いとなっている直方バスセンターとは少し異なる。
1959年に完成した同バスセンターは半世紀以上が経過し、老朽化によってコンクリートの落下等が発生していた。このことから、西日本鉄道は再三にわたり建物の所有者に対して施設の修繕を要請していたが、所有者が要請に応じなかったため、2016年6月に同年9月末を以て同バスセンターを閉鎖することを発表。9月30日に予定通り閉鎖された。これに先立って、2015年4月12日を以て有人窓口の営業と自動券売機による乗車券発売を終了し、併せて待合室も閉鎖されている。
後藤寺バスセンターの閉鎖に伴い、バスセンターの約80m西側、県道95号線上の田川市コミュニティバスの後藤寺バスセンターバス停と同位置に代替の後藤寺バス停が新設された。なお、閉鎖後のバスセンターの敷地は、建物も含めて所有者により売物件となっているが、2023年8月時点で解体の目途は立っていない。

## 設備
プラットホームは1本で建物北側にあった。建物西側がバス入口、東側が出口（正面）となっており、バス出口のすぐ上に「西鉄バスのりば」の切り文字表記が施されていたが、この表記はいつの間にか撤去されていた。また映画館の入口はバス出口の南側に隣接していた。乗り場は第1のりばから第9のりばまで9か所あるが、閉鎖時点では使用していない乗り場もあった。また乗り場のバスレーンは南北の2列あり、南側のレーンに停車する便には北側のレーンを越えて乗車する形だった。2013年6月ごろまではターミナル内の一角で「後藤青果」という青果店兼うどん店が営業していたが、その後は後藤寺駅前に移転した。
以下の設備は、2015年4月12日を最終営業として廃止となった。
- 乗車券窓口（定期乗車券・nimoca）
- 自動券売機（乗車停留所名は「田川」で発行）
- 待合室

トイレ（男女別）と、ホーム上のプラスチック椅子、清涼飲料水の自動販売機は閉鎖時まで利用可能であった。

## 乗り入れていた路線
バスセンター廃止時点。特急・バイパス直行は西鉄本体から運行業務を西鉄バス筑豊に管理委託。急行・快速・一般路線は西鉄バス筑豊に移管された。
なお、廃止時点では後藤寺バスセンターが始発・終着となるのは特急（直行を除く）・急行便に限られ、直行は西鉄天神高速バスターミナル - 福岡県立大学間の運行、快速・10番・23番系統は西鉄後藤寺発着、1・3番は金田平原団地 - 後藤寺 - 真岡間の通し運行で、いずれも後藤寺バスセンターを途中で通るのみであった。
- 特急（直行）：伊田駅 - 福岡県立大学
- 特急（直行）：堀池 - 西鉄天神高速バスターミナル
- 特急：飯塚バスターミナル - 西鉄天神高速バスターミナル（ノンストップ、堀池、篠栗北経由）
- 急行：飯塚バスターミナル - 福岡空港 - 博多バスターミナル
- 快速：香春町 - 採銅所 - 呼野 - 中谷 - 小倉駅バスセンター - 砂津バスセンター（チャチャタウン前）
- 10：川崎 - 添田駅 - 伊原 - めんべい添田町工場（オークホール経由、西添田駅口経由）
- 23：方城支所 - 金田駅（循環路線を区間短縮した名残で往路と復路で系統番号が異なる）
- 1：田川市立病院 - 金田平原団地（メルクス経由、日吉町経由）
- 3：桜町 - 真岡（糸田町）

以下は後藤寺停留所から発着
- 快速・10・22：西鉄後藤寺

バスセンター閉鎖後は特急のうち約半数は西鉄天神高速バスターミナル - 福岡県立大学間の運行に延長され、特急の残り約半数と急行の全便が西鉄天神高速バスターミナル・博多駅 - 西鉄後藤寺間の運行に短縮された。
このほか、1990年から1993年の間、大阪方面行きの夜行高速バス「ムーンライト号」の筑豊系統が運行されていた時期もあり、西鉄後藤寺を起終点とし、当バスセンターにも乗り入れていた。